# 銀華文学賞
銀華文学賞（ぎんかぶんがくしょう）は、アジア文化社が主催する日本の文学賞。人生経験豊かな壮年・熟年・シルバー世代の文芸創作活動に光を当て、その小説作品を賞揚し、文学創作エネルギーを顕彰する。

## 概要
2005年、文芸誌『文芸思潮』の創刊にともない、五十嵐勉が作家集団「塊」の協力を得て創設した。当時は45歳以上という年齢制限が設けられた（現在は40歳以上）。都築隆広は本賞の選考委員。第10回奨励賞の木山省二は、第4回 星新一賞の優秀賞を受賞している。

## 主な受賞者
- 第7回（2011年）：馬場信浩
- 第10回（2014年）：山口健、木山省二、乾達也[3]
- 第11回（2015年）：原浩一郎
- 第14回（2018年）：小栁義則[4]
- 第16回（2020年）：勝山稔